# Cillín

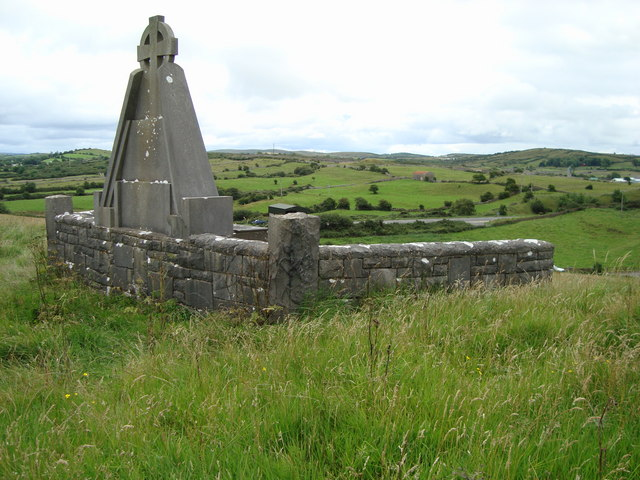
Cillín auf dem Raneeny Hill in Donegal

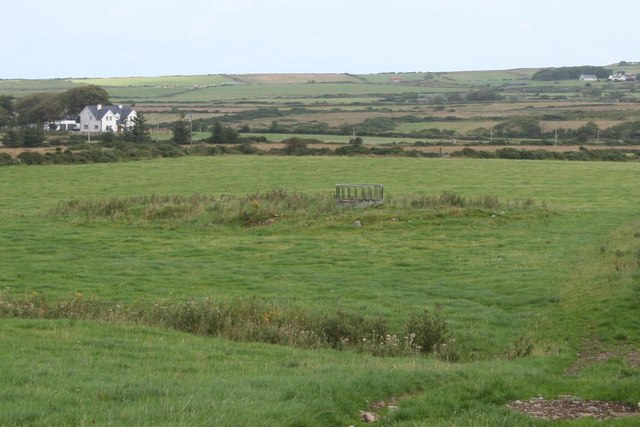
Der Cillín liegt im krautigen Bereich in der Bildmitte.

Ein Cillín (irisch cillín, oder cealdrach oder lisín leanbh) ist ein ungesegneter Friedhof in Irland. Vom Frühmittelalter bis in die Neuzeit waren Cillíns der traditionelle Begräbnisort ungetaufter Kinder. Allerdings wurden hier auch Erwachsene beerdigt. So wurde speziell während der Hungersnot eine größere Anzahl Erwachsener auf diesen Plätzen beigesetzt.
Das Wort Cillín oder Lisheen bedeutet kleiner Lios. Irland ist voll davon. Sie sind meist rund oder leicht oval. Sie waren ursprünglich Wohnplätze. Die Häuser wurden von einem Erdwall und einem flachen Graben Wasser umgeben. Obwohl seit über 500 Jahren niemand innerhalb eines Lios gelebt hat, wurden die Anlagen nicht zerstört. Sie wurden als heilige Plätze der Vorfahren behandelt. Die Praxis Menschen in ihnen zu begraben war recht häufig – vor allem ungetaufte Kinder, die vor oder während der Geburt gestorben sind.
Cillíns liegen häufig in abseitigen Lagen. Zumeist markieren nur Anhäufungen von Lesesteinen den Ort, der so gegen eine Bewirtschaftung abgesichert wurde. Für die separate Bestattung der Säuglinge wurden oft auch ältere Denkmäler wiederverwendet. Es gibt bereits Hinweise auf die unterschiedliche Behandlung von Säuglingen während der Jungsteinzeit und der frühen Bronzezeit, insbesondere bei der Lage der Kinderbestattungen in den Gängen der spätneolithischen Anlagen von Fourknocks, im County Meath. Während der mittelalterlichen Periode war das getrennte Begräbnis ungetaufter Säuglinge üblich und erzeugte eine große Zahl derartiger Monumente. Gegen diese erst in den 1960er Jahren beendete Praxis ist eine Bewegung entstanden, die die Umbettung der Leichen auf reguläre Friedhöfe betreibt (siehe Weblink).
In einigen Gebieten werden die Cillíns in Landkarten angezeigt. Die verstreuten Stellen sind sehr zahlreich, obwohl bereits viele verloren gingen. An der frühmittelalterlichen Einhegung von Balriggan sowie an oder in vielen irischen Raths wurden gesonderte Begräbnisplätze für Kleinkinder gefunden.